# Kostel Stětí svatého Jana Křtitele (Grzawa)
Kostel Stětí svatého Jana Křtitele (polsky: Kościół Ścięcia św. Jana Chrzciciela) je dřevěný farní kostel ve vesnici Grzawa, gmina Miedźna, okres Pszczyna, Slezské vojvodství a náleží do děkanátu Miedźna, arcidiecéze katovická, je farním kostelem farnosti Stětí sv. Jana Křtitele v Grzawě.
Dřevěný kostel je zapsán v seznamu kulturních památek Polska pod číslem 437/65 z 14. 12. 1965  a je součástí Stezky dřevěné architektury v Slezském vojvodství.

## Historie
Kostel existoval pravděpodobně už v 14. století. Současný kostel byl postaven na začátku 16. století. V letech 1580–1628 byl využíván protestanty. Pravděpodobně v roce 1690 byl přestavěn katolíky.

## Architektura
Jednolodní orientovaná dřevěná stavba roubené konstrukce, jehož základ tvoří dubové trámy. Loď obdélníkového půdorysu s kruchou je ukončena čtvercovým kněžištěm. Ke kněžišti se přimyká na severní straně sakristie. Loď kostela je vyšší a širší než presbyterium. Dřevěná hranolová věž je sloupové konstrukce se zvonovým patrem, má sešikmené stěny, je přisazena k západnímu průčelí lodi. Věž má stanovou střechu s barokní osmibokou lucernou. Stěny věže jsou kryté šindelem, střecha a lucerna pobité plechem. Střecha lodi a kněžiště je sedlová krytá šindelem. Barokní sanktusník je tvořen lucernou s cibulovitou bání krytou plechem. Stěny lodi a kněžiště jsou bedněny deskami. Kolem lodi a kněžiště (mimo sakristii) jsou otevřené soboty, kolem věže jsou soboty kryté šindelem. Na jižní straně (v babinci) jsou veřeje se zachovaným fragmentem gotického nadpraží.

### Interiér
Interiér je většinou barokní z 17. a 18. století. Barokní hlavní oltář z 17. století byl obnoven v roce 1870 Karlem Stankiewiczem z Kęt, s brankami na bocích, bohatou řezbářskou výzdobou, se sochami sv. Pavla a sv. Petra a obrazem z roku 1690 představující Marii s Dítětem. Dva boční oltáře a varhany jsou barokní z 17. století. Pánská lavice a lavice v lodi jsou barokní z roku 1798. Několik obrazů z 18. století. Hudební kruchta je podepřena čtyřmi sloupy a je mladšího data.

## Okolí
Kostel je ohrazen z jižní, západní a severní strany dřevěným trámovým oplocením se sedlovou stříškou pokrytou šindelem. V oplocení se nacházejí dvě zděné omítané branky s obloukovým ukončením kryté sedlovou šindelovou stříškou. Východní oplocení je provedeno z desek, které jsou vložené mezi zděné sloupky.